# Русская народная партия
Ру́сская наро́дная па́ртия (оригинальная транскрипция Русская Народная Партія) — первая сугубо политическая организация галицко-русского движения в Австро-Венгрии. Появилась в 1900 (по некоторым источникам, существовала уже задолго до этого) по инициативе Русского совета. Выступала против украинофильского движения.

## Программа
Осип Мончаловский так сформулировал программу партии: «Русско-народная партия в Галичине исповедует, на основании науки, действительной жизни и глубокого убеждения, национальное и культурное единство всего русского народа и поэтому признаёт своими плоды тысячелетнего национального и культурного труда всего русского народа. Принимая во внимание принадлежность русского населения Галичины к малорусскому племени русского народа, а также местные условия, русско-народная партия признаёт необходимым и целесообразным просвещать русское население Галичины на его собственном, галицко-русском наречии, не отказываясь, однако, от помощи, какую русскому народу в Австрии могут принести и действительно приносят общерусский язык и общерусская литература, представляющие национальное и культурное выражение всего русского народа».

## Старокурсники и новокурсники
В Русской народной партии оказались сразу два направления: старо- и новокурсники, что в 1909 привело к расколу партии на две группы. Политическое направление новокурсников возглавлял Владимир Феофилович Дудыкевич (1861—1922), директор гимназии в Станиславе (ныне Ивано-Франковск). Идеологией нового курса было «в условиях Австро-Венгрии — национально-культурное единство всех трёх ветвей русского народа… а впоследствии и политическое единство с Россией». К сторонникам этого нового курса принадлежали депутат Мариан Феофилович Глушкевич (1878—1935), судья, адвокат, доктор юридических наук и поэт-лирик, депутат Дмитрий Андреевич Марков, который в 1907 году впервые в стенах австро-венгерского парламента произнёс речь на русском языке.
Другими деятелями новокурсников были С. Лабенский, о. М. Раставецкий, о. К. Сеник, К. и И. Черлюнчакевичи, О. Вальницкий. Это крыло издавало газету на русском языке «Прикарпатская Русь» (1909—1915) и популярный еженедельник «Голос Народа» (1909—1914).
Старокурсники или старорусины (главные деятели: М. Король, о. В. Давидяк, позже О. Мончаловский, о. И. Костецкий, Ю. Павенцкий и др.; к ним скорее склонялись Николай Глебовицкий и В. Курилович) были против присоединения к России и декларировали лояльность в отношении Австрии. Старокурсники издавали газеты «Галичанин» и популярный еженедельник «Русское Слово» (редактор Иван Пелех).
Новокурсники овладели большинство низовых организаций, в том числе читален Общества имени Качковского, пожарно-гимнастического Общества русских дружин и кооперативах, имели преимущество в студенческих организациях «Друг» во Львове, «Буковина» в Вене.

## Участие в выборах
На выборах в венский парламент Русская народная партия добилась избрания 5 депутатов (общее количество депутатов украинофильских партий — 22). В том же году Русская народная партия победила на выборах в краевой Галицкий сейм, завоевав 11 мест (все украинофилы — 11 мест). В 1908 году в Галицкий сейм партия провела 8 своих послов (все украинофильские партии вместе — 12). В 1913 году партия смогла добиться лишь одного места в Галицком сейме.

## Разгром партии властями
В 1914 году после объявления Австро-Венгрией войны России, Русская народная партия была разгромлена, её активисты оказались в концлагерях Талергоф и Терезин или казнены. Отношение русских властей не было слишком благосклонным, император Николай II отказался принять Владимира Дудыкевича в 1915 году.